# ماجد
ماجد از نام‌های مردانه است و شاید به یکی از این افراد اشاره کند:

## نام خانوادگی
- ابراهیم ماجد، بازیکن فوتبال اهل قطر
- ابن ماجد، هدایتگر و نقشه کش عربی
- حیدر رعد ماجد، بازیکن فوتبال اهل عراق

## نام کوچک
- ماجد حسن، بازیکن فوتبال اهل امارات متحده عربی
- ماجد عبدالله، بازیکن سابق فوتبال اهل عربستان سعودی
- ماجد الفطیم، بیزنس من اهل امارات متحده عربی
- ماجد الماجد، فرمانده واحد لبنان و سوریه گردان عبدالله عزام
- ماجد محمد، بازیکن فوتبال اهل قطر
- ماجد نیسی، بیزنس من اهل امارات متحده عربی
- ماجد ناصر، بازیکن فوتبال اهل امارات متحده عربی